# بيتر إميريش
بيتر إميريش (بالإنجليزية: Peter Emmerich)‏ هو رسام توضيحي ورسام كارتون أمريكي، ولد في 5 نوفمبر 1973 في بروكلين في الولايات المتحدة.

## وصلات خارجية
- بيتر إميريش على موقع IMDb (الإنجليزية)